# Łypoweńke
Łypoweńke (ukr. Липовеньке) – wieś na Ukrainie, w obwodzie kirowohradzkim, w rejonie hołowaniwskim, w hromadzie Pobuźke, nad Dereniuchą. W 2001 roku liczyła 735 mieszkańców.